# Paola Pezzo
Paola Pezzo (* 8. Januar 1969 in Bosco Chiesanuova) ist eine ehemalige italienische Mountainbikefahrerin in der Disziplin Cross Country. Mit je zwei Olympiasiegen und Weltmeistertiteln gehört sie zu den erfolgreichsten Fahrerinnen überhaupt.

## Sportliche Laufbahn
Pezzo war zunächst Skilangläuferin, war aber in dieser Sportart wenig erfolgreich und wechselte 1989 zum Mountainbike. Ab 1989 war sie Profi und fuhr für das Team Bianchi. 1992 wechselte sie zum Team Gary Fisher. Völlig überraschend gewann Pezzo die Goldmedaille bei den Weltmeisterschaften 1993 in Métabief. Diesen Erfolg bestätigte sie jedoch als Siegerin der Europameisterschaften 1994 und 1996.
Bei den Olympischen Sommerspielen 1996 in Atlanta gehörte die Disziplin Cross Country erstmals zum Programm. Obwohl sie zu Beginn des Rennens gestürzt war und das Knie aufgeschürft hatte, gelang es ihr, zur Spitze aufschließen. Sie konnte ab Rennhälfte die übrigen Fahrerinnen hinter sich lassen und realisierte schließlich mit großem Abstand ihren ersten Olympiasieg. Ähnlich erfolgreich war sie im darauf folgenden Jahr: Neben dem Gewinn der Goldmedaille bei den Weltmeisterschaften 1997 in Château-d’Oex gelang ihr auch der Gesamtsieg im Weltcup.
In Åre holte Pezzo bei den Weltmeisterschaften 1999 jeweils die Bronzemedaille im Einzelrennen und in der Staffel, hinzu kam ein dritter Europameistertitel. Bei den Weltmeisterschaften 2000 in der Sierra Nevada wurde sie erneut Dritte. Vor dem Rennen bei den Olympischen Sommerspielen 2000 galt sie als Favoritin. Sie wurde zwar in der Schlussrunde in eine Kollision mit der bislang führenden Spanierin Margarita Fullana verwickelt, konnte sich aber daraufhin absetzen und den zweiten Olympiasieg feiern.
Wegen der Geburt ihres ersten Sohnes blieb sie von 2001 bis 2004 dem Renngeschehen fern. Sie nahm an den Olympischen Spielen 2004 in Athen teil, musste das Rennen aber aufgeben. 2006/07 legte sie eine weitere Babypause ein und gab im Mai 2008 ein zweites Comeback.
Bei einer Körpergröße von 178 cm betrug ihr Wettkampfgewicht 62 kg. Während ihrer Karriere gewann sie insgesamt 38 Rennen.

## Ehrungen
- Paola Pezzo wurde 1999 mit der Aufnahme in die Hall of Fame des europäischen Radsportverbandes Union Européenne de Cyclisme geehrt.
- 2000 erhielt sie den Verdienstorden der Italienischen Republik.

## Erfolge
| 1991 - Italienische Meisterin – Cross Country XCO 1992 - Italienische Meisterin – Cross Country XCO 1993 - Weltmeisterin – Cross-Country XCO - Italienische Meisterin – Cross Country XCO 1994 - Europameisterin – Cross-Country XCO - Italienische Meisterin – Cross Country XCO - ein Weltcupsieg – Cross-Country XCO 1995 - zwei Weltcupsiege – Cross-Country XCO 1996 - Olympiasiegerin – Cross-Country XCO - Europameisterin – Cross-Country XCO | 1997 - Weltmeisterin – Cross-Country XCO - acht Weltcupsiege – Cross-Country XCO - Gesamtwertung UCI-MTB-Weltcup Cross-Country 1998 - ein Weltcupsieg – Cross-Country XCO 1999 - Weltmeisterschaften – Cross-Country XCO - Europameisterin – Cross-Country XCO - ein Weltcupsieg – Cross-Country XCO 2000 - Olympiasiegerin – Cross-Country XCO - Weltmeisterschaften – Cross-Country XCO - Weltmeisterschaften – Staffel XCR - Europameisterschaften – Staffel XCR 2005 - Italienische Meisterin – Cross Country XCO |